# マルコ・ブエノ
マルコ・アントニオ・ブエノ・オンティベロス（Marco Antonio Bueno Ontiveros, 1994年3月31日 - ）は、メキシコ・クリアカン出身のサッカー選手。オリエンテ・ペトロレロ所属。ポジションはFW。

## 経歴
メキシコのCFパチューカでプロキャリアをスタートさせ、2011年10月8日、チアパスFC戦でデビューを果たした。2014年1月、リーガ・デ・アセンソのエストゥディアンテス・テコスに期限付き移籍した。
レンタル復帰後のパチューカでは構想外となり、レンタルを希望するクラブも現れなかったため、クラブとの契約が解除され、フリーとなった。
2019年3月21日、ヴェイッカウスリーガ・HJKヘルシンキのトライアルを受け合格。2日後に行われた親善試合に出場。26日には正式な契約をクラブと交わした。

## 代表歴
メキシコ代表として2011 FIFA U-17ワールドカップに出場し優勝に貢献した。2013年にはCONCACAF U-20選手権の優勝メンバーに名を連ねた。

## タイトル

### クラブ
テコス
- リーガ・デ・アセンソ : 2014クラウスーラ

モンテレイ
- コパ・メヒコ : 2017アペルトゥーラ

### 代表
メキシコ代表
- FIFA U-17ワールドカップ : 2011
- CONCACAF U-20選手権 : 2013

### 個人
- リギージャ最優秀新人賞 : 2012